# Erzgebirgsstadion
Le Erzgebirgsstadion est un stade de football situé à Aue-Bad Schlema en Allemagne dont le club résident est le FC Erzgebirge Aue. Le stade dispose d'une capacité de 16 485 places.

## Histoire
Le stade est inauguré le 27 mai 1928 sous le nom Städtisches Stadion (stade communal), il est utilisé pour plusieurs sports. Après la Seconde Guerre mondiale, le stade est utilisé par l'Armée rouge. En 1950, le stade est rénové complètement en quatre mois, il porte le nom de Otto-Grotewohl-Stadion, en l'honneur de l'homme d'état est-allemand Otto Grotewohl. Ce nouveau stade avait une capacité de 22 500 places et servait pour l'athlétisme et le football. En 1958, le stade devient la résidence du SC Wismut Karl-Marx-Stadt et sera agrandit pour accueillir 25 000 spectateurs.

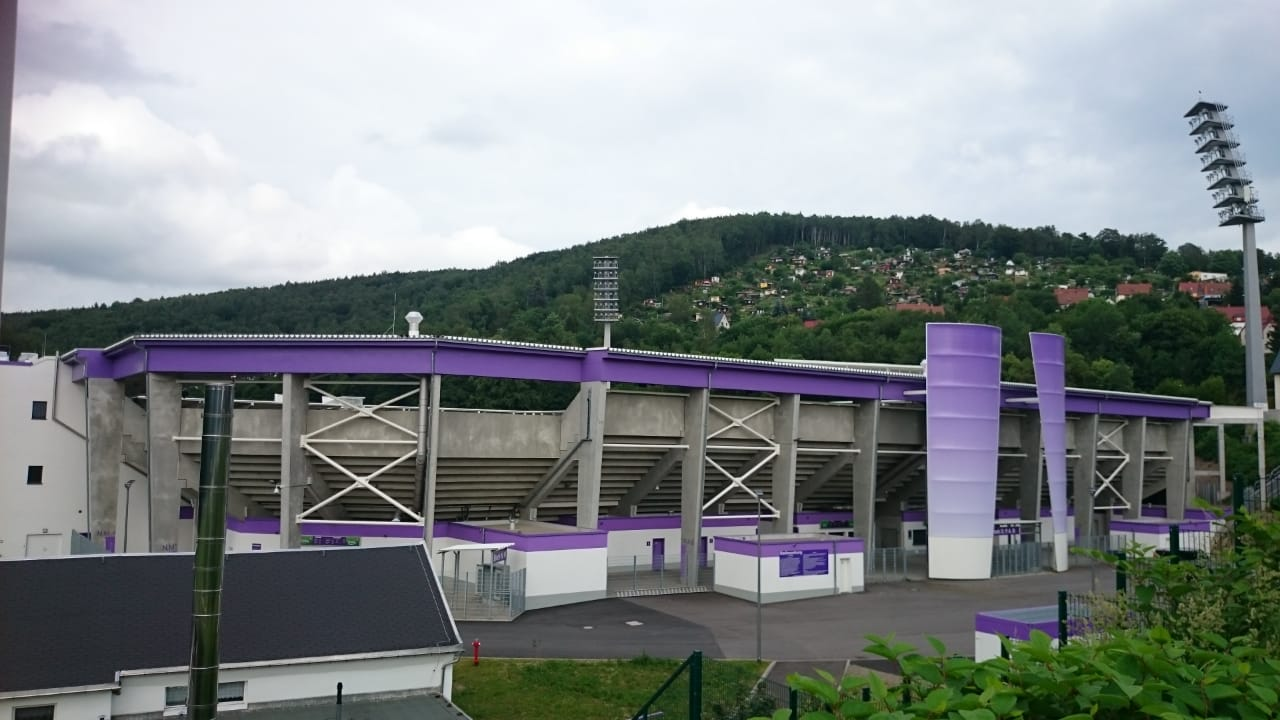
Le stade après rénovation en 2018

Le 26 novembre 1991, après la réunification allemande le stade est renommé Erzgebirgsstadion. En 2015, le stade est de nouveau entièrement rénové pour devenir un stade uniquement pour le football. En janvier 2018, le nouveau stade est terminé, le premier match se déroule le 28 janvier contre l'Eintracht Brunswick, l'inauguration officielle aura lieu le 29 juillet 2018, avec une rencontre contre le FC Schalke 04 devant 15 250 spectateurs.